# Robin Montgomerie-Charrington
Robert Victor „Robin“ Campbell Montgomerie-Charrington (* 22. Juni 1915 in London; † 3. April 2007 in Moreton-in-Marsh, Gloucestershire) war ein britischer Autorennfahrer.

## Karriere
In der Formel 1 fuhr „Monty“, wie er vielfach auch genannt wurde, nur ein einziges WM-Rennen, welches er auf Grund eines technischen Defektes (Fehlzündungen) nicht beenden konnte: Beim Grand Prix von Belgien 1952 in Spa-Francorchamps am 22. Juni 1952 stand er nach der Qualifikation auf Startposition 15. Der Wagen, den er einsetzte, war ein Aston Butterworth, den er von seinem ehemaligen Formel-3-Kontrahenten Bill Aston gekauft hatte. Da die meisten seiner Sponsorengelder aus den Vereinigten Staaten kamen, lackierte er seinen Boliden hellblau, die damalige Standardfarbe für US-amerikanische Rennfahrzeuge.
Später wanderte Montgomerie-Charrington in die USA aus.

## Statistik

### Statistik in der Automobil-Weltmeisterschaft

#### Gesamtübersicht
| Saison | Team                          | Chassis    | Motor              | Rennen | Siege | Zweiter | Dritter | Poles | schn. Rennrunden | Punkte | WM-Pos. |
| ------ | ----------------------------- | ---------- | ------------------ | ------ | ----- | ------- | ------- | ----- | ---------------- | ------ | ------- |
| 1952   | Robin Montgomerie-Charrington | Aston NB41 | Butterworth 2.0 F4 | 1      | −     | −       | −       | −     | −                | −      | NC      |
| Gesamt | Gesamt                        | Gesamt     | Gesamt             | 1      | −     | −       | −       | −     | −                | −      |         |

#### Einzelergebnisse
| Saison | 1 | 2   | 3 | 4 | 5 | 6 | 7 | 8 |
| ------ | - | --- | - | - | - | - | - | - |
| 1952   |   |     |   |   |   |   |   |   |
|        |   | DNF |   |   |   |   |   |   |

| Legende  | Legende            | Legende                                                          |
| Farbe    | Abkürzung          | Bedeutung                                                        |
| -------- | ------------------ | ---------------------------------------------------------------- |
| Gold     | –                  | Sieg                                                             |
| Silber   | –                  | 2. Platz                                                         |
| Bronze   | –                  | 3. Platz                                                         |
| Grün     | –                  | Platzierung in den Punkten                                       |
| Blau     | –                  | Klassifiziert außerhalb der Punkteränge                          |
| Violett  | DNF                | Rennen nicht beendet (did not finish)                            |
| Violett  | NC                 | nicht klassifiziert (not classified)                             |
| Rot      | DNQ                | nicht qualifiziert (did not qualify)                             |
| Rot      | DNPQ               | in Vorqualifikation gescheitert (did not pre-qualify)            |
| Schwarz  | DSQ                | disqualifiziert (disqualified)                                   |
| Weiß     | DNS                | nicht am Start (did not start)                                   |
| Weiß     | WD                 | zurückgezogen (withdrawn)                                        |
| Hellblau | PO                 | nur am Training teilgenommen (practiced only)                    |
| Hellblau | TD                 | Freitags-Testfahrer (test driver)                                |
| ohne     | DNP                | nicht am Training teilgenommen (did not practice)                |
| ohne     | INJ                | verletzt oder krank (injured)                                    |
| ohne     | EX                 | ausgeschlossen (excluded)                                        |
| ohne     | DNA                | nicht erschienen (did not arrive)                                |
| ohne     | C                  | Rennen abgesagt (cancelled)                                      |
| ohne     | keine WM-Teilnahme |                                                                  |
| sonstige | P/fett             | Pole-Position                                                    |
| sonstige | 1/2/3/4/5/6/7/8    | Punktplatzierung im Sprint-/Qualifikationsrennen                 |
| sonstige | SR/kursiv          | Schnellste Rennrunde                                             |
| sonstige | *                  | nicht im Ziel, aufgrund der zurückgelegten Distanz aber gewertet |
| sonstige | ()                 | Streichresultate                                                 |
| sonstige | unterstrichen      | Führender in der Gesamtwertung                                   |